# (40774) Iwaigame
(40774) Iwaigame est un astéroïde de la ceinture principale.

## Description
(40774) Iwaigame est un astéroïde de la ceinture principale. Il fut découvert le 11 octobre 1999 à Nanyo par Tomimaru Okuni. Il présente une orbite caractérisée par un demi-grand axe de 2,60 UA, une excentricité de 0,25 et une inclinaison de 4,6° par rapport à l'écliptique.

## Compléments